# 心的世界
心的世界（しんてきせかい、英: mental world）は、物理的広がりを持たない（しかし、おそらく心的広がりを持つ）非物質的な心的対象 （mental object） を含む、形而上学における存在論的カテゴリーである。心的対象は、物理的対象を含む空間および時間の物理的世界、または部分的に数学的対象を含むプラトンによるイデアの世界と対比される。  
心的世界は、志向、感覚、および対応する対象を内部に含んでいるであろう。心的対象は、通常主観的であり客観的ではないと見なされている。
心理主義において、数学的対象は心的対象である。
デカルトは、物理的世界から分離したものとしての心的世界を論じた。自由意志に関する議論に、どのようにして心的世界のものが物理的世界への影響を持つことが可能であるのか、というものがある。随伴現象説の様々な形態において、物理的世界は心的世界において影響を引き起こすことができる。行動主義は、心的世界は意味のあるように言及できないということを否定している。